# Grad Soteska (Helfenberg)
Grad Soteska - Škrlinov grad (nemško Helfenberg)  je stal na vrhu kopastega griča nad sotesko Pirešice pri naselju Studence v Občini Žalec oziroma nad Škrlinovo domačijo v zaselku Marof (od tod poimenovanje Škrlinov grad). Od gradu je ostalo malo sledov, potem ko so ga 22. oktobra 1943 požgali slovenski partizani.

## Zgodovina
Grad ali utrdba se prvič omenja leta 1251 kot krška fevdalna posest. Na gradu so gospodovali Soteški vitezi (sprva krški, pozneje žovneško/celjski vazali).  Prvi znani vitez na gradu je bil Henrik Soteški (Heinricus de Helfenberch), katerega sin Henrik je bil kot Henrik III. krški škof od leta 1298 do smrti leta 1326. V rodu pa sta bolj znana tudi Hans, ki je bil tudi dvakrat podmaršal Štajerske in Jošt, ki po ljudskem izročilu velja za krvnika Veronike Deseniške leta 1425. Po Bertholdu Sotenškem je polovico gradu dobil vitez Ringel iz Kozjega in jo 1330 prodal Frideriku Žovneškemu, ki je celotno gospostvo dobil v fevd od krškega škofa Henrika okoli leta 1324 ter ga dajal v sekundarni fevd Soteškim, ki so grad obdržali v zajmu vse do 1439, ko ga je dal grof Friderik I. Celjski porušiti. Do takrat je v njem živel Jošt Soteški, ki je potem pozidal nov dvorec na hribu nasproti starega gradu. Sotoški rod je izumrl konec 16. stoletja.
Po izumrtju Celjanov po moški liniji je grad prešel v deželnoknežjo last, ti pa so ga leta 1458 podelili v zajem bratoma Henriku in Joštu Soteškima. Kasneje je posest prišla s poroko v last Abrahamu Gabelkhovena, ki jo je 1602 dobil v fevd.  Ljudsko izročilo pravi, da so grad leta 1635 opustošili uporni kmetje. Leta 1720 je dvorec in gospoščino od Johana Jožefa barona Gabelkhovenskega kupil Oton Henrik grof Schrottenbach in gospoščino združil z Zalogom. 
22. oktobra 1943 so grad Soteska požgali slovenski partizani.